# Nicola Grosa
Nicola Grosa (Torino, 3 agosto 1904 – Torino, 20 agosto 1978) è stato un antifascista e partigiano italiano.
(Franco Antonicelli)

## Biografia
Nato a Torino in una famiglia operaia, nel 1920 Grosa, giovane apprendista, partecipò all'occupazione delle fabbriche. Nel 1921 passò alcuni mesi in carcere in seguito ad uno scontro con i fascisti, poi divenne tra gli animatori del circolo giovanile comunista "Francisco Ferrer". Chiamato alla leva militare nel 1924, venne sottoposto a vigilanza speciale a causa del suo atteggiamento antifascista. Dopo l'8 settembre del 1943 abbracciò la causa partigiana e come prima azione organizzò la fuga di un gruppo di ex prigionieri inglesi concentrati a Gassino Torinese. Dall'estate del '44 divenne commissario politico della 46ª Brigata Garibaldi e successivamente della 2ª Divisione Garibaldi. Vice commissario della IIIª zona (Valli di Lanzo e Canavese) negli ultimi mesi della guerra, dopo la Liberazione fu ispettore dell'assistenza post-bellica per il Piemonte e si dedicò al recupero delle salme dei caduti partigiani affinché fossero tumulati nell'area dedicata ai martiri della Resistenza, detta "Campo della Gloria", all'interno del Cimitero monumentale di Torino. È stato presidente della sezione provinciale dell'ANPI e consigliere comunale a Torino.
A Nicola Grosa è intitolato il Centro di documentazione di storia contemporanea e della Resistenza nelle Valli di Lanzo a Lanzo Torinese.
Il comune di Torino gli ha intitolato nel settembre 2014 la riqualificata area verde davanti al Palazzo di Giustizia.

## Pubblicazioni
- Anna Roberti, Dal recupero dei corpi al recupero della memoria. Nicola Grosa e i partigiani sovietici nel Sacrario della Resistenza di Torino, Torino, Impremix Edizioni, 2014
- Riccardino Massa, Piccola storia della Resistenza nel Canavese e nelle valli di Lanzo, Torino, Genesi editrice S.A.S., 2020